# مرافق إطلاق صواريخ سبيس إكس

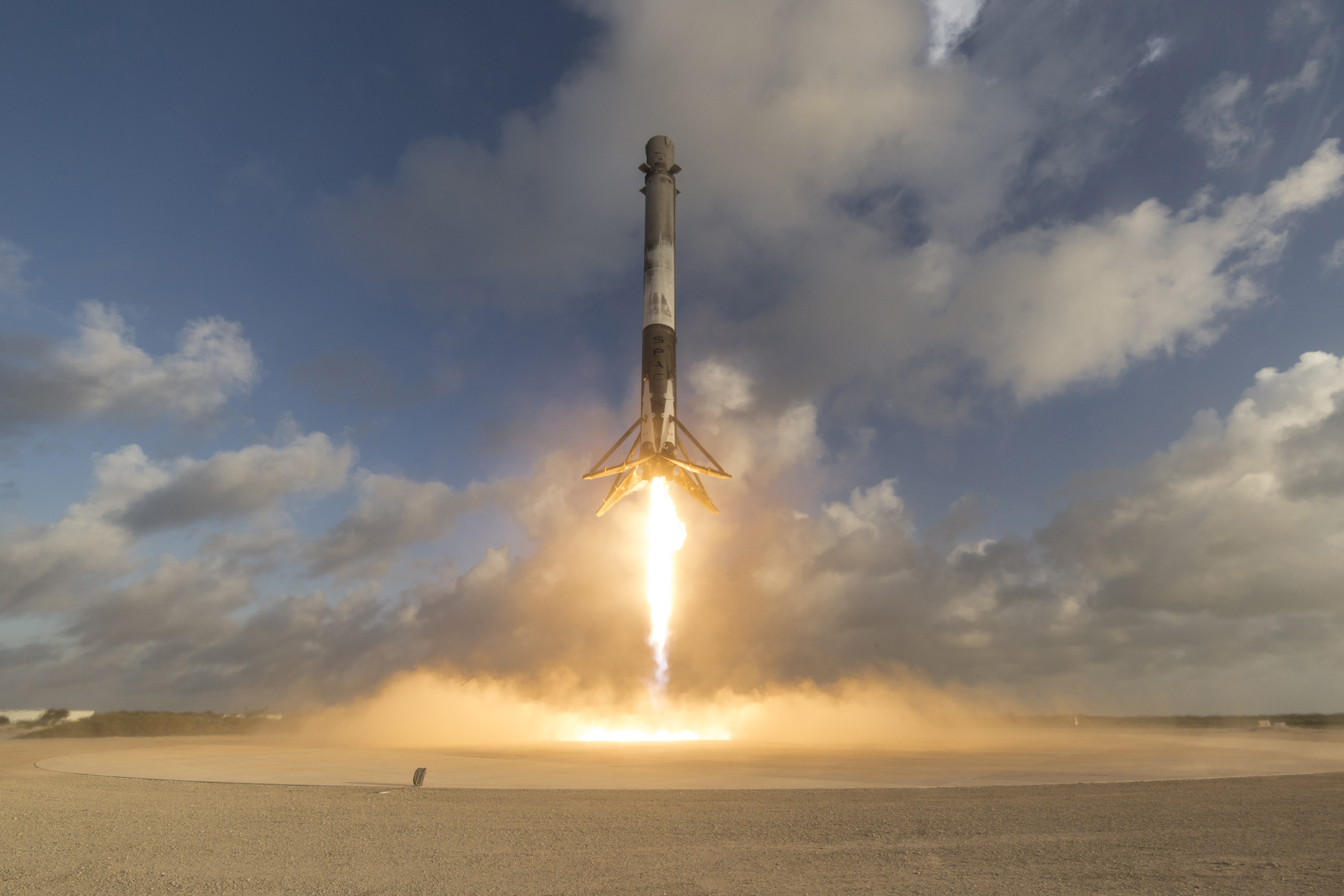
مهمة NROL-76

اعتبارًا من عام 2020، تدير سبيس إكس أربعة مرافق لإطلاق الصواريخ: مجمع كيب كانافيرال لإطلاق الفضائي 40 (إس إل سي 40) ومجمع قاعدة فاندنبرغ للإطلاق الفضائي 4 إي (إس إل سي 4 إي) ومجمع إطلاق مركز كينيدي الفضائي 39 إيه (إل سي 39 إيه) وموقع الإطلاق الفضائي في براونزفيل جنوب تكساس. تضرر مجمع الإطلاق الفضائي 40 في حادث تحطم قمر إيهموس 6 الصناعي في سبتمبر 2016 واكتملت أعمال الإصلاح بحلول ديسمبر 2017. تعتقد شركة سبيس إكس أنها تستطيع تحسين عمليات الإطلاق الخاصة بها، وخفض تكاليفها، من خلال تقسيم مهام الإطلاق الخاصة بها بين مرافق الإطلاق الأربعة السابق ذكرها: إل سي 39 إيه لمهمات ناسا، إس إل سي 40 لمهمات الأمن القومي لقوة الفضاء الأمريكية، وإس إل سي 4 إي للمهام القطبية، وموقع إطلاق جنوب تكساس لعمليات الإطلاق التجارية.
قال الرئيس التنفيذي للعمليات جوين شوتويل في عام 2014 «إننا نتوسع في جميع مواقعنا» و«سينتهي بك الأمر برؤية العديد من مواقع الإطلاق الخاصة بسبيس إكس لتلبية الطلب المستقبلي الذي نتوقعه». اعتبارًا من يونيو 2016، ناقشت سبيس إكس خططًا أولية لإطلاق ما معدله 90 صاروخًا سنويًا بعد عام 2019. أشارت سبيس إكس إلى أنها، بناءً على طلب السوق، قد تحتاج في الواقع إلى موقع إطلاق تجاري آخر بالإضافة إلى موقع تكساس.
في عام 2016، وقعت سبيس إكس عقد إيجار لمدة خمس سنوات لاستخدام مبنى سبيسهاب السابق في ميناء كانافيرال، والذي تبلغ مساحته 53000 قدم مربع (4900 متر مربع). خُطط أيضًا لبناء مبنى جديد قريب، وستُستخدم هذه المرافق لتجديد الصواريخ.
بالإضافة إلى ذلك، تستخدم سبيس إكس مرفقًا لاختبار الرحلات دون المدارية، وهو مرفق تطوير واختبار صواريخ سبيس إكس في ماكجريجور، تكساس. كان يجري بناء مرفق لاختبار الرحلات دون المدارية على ارتفاع عالٍ في نيو مكسيكو، ولكن جرى التخلي عنه بعد التحول إلى إجراء اختبارات الطيران في المهمات التجارية.

## محطة قوة الفضاء الفضائية في كيب كانافيرال
في عام 2007، قامت القوات الجوية الأمريكية بتأجير مجمع كيب كانافيرال للإطلاق الفضائي 40 لسبيس إكس لإطلاق صاروخ فالكون 9 الخاصة بها. خلال أبريل 2008، بدأ بناء المرافق الأرضية اللازمة لدعم إطلاق الصاروخ. شملت التجديدات تركيب خزانات أكسجين سائل كيروسين جديدة وبناء حظيرة للصواريخ وتحضير الحمولات.
وصل أول صاروخ فالكون 9 إلى إس إل سي 40 في أواخر عام 2008، وجرى نصبه لأول مرة في 10 يناير 2009. وصل الصاروخ بنجاح إلى المدار المقرر في أول إطلاق له في 4 يونيو 2010، حاملًا حمولة وهمية. قامت سبيس إكس بتعديل منصة الإطلاق في عام 2013 لدعم إطلاق صاروخ فالكون 9 في 1.1، الذي تمتع بكتلة أثقل بنسبة 60%، وقوة دفع أكبر بنسبة 60% باستخدام محركات أعيد توجيهها، وخزان وقود أطول بنسبة 60% مقارنةً بصاروخ فالكون 9 في 1.0، ما تتطلب إضافة ناقل/ناصب مُعدل.
في سبتمبر 2016، تضررت منصة الإطلاق عندما انفجر صاروخ فالكون 9 أثناء تحميل الأكسجين السائل استعدادًا لاختبار إطلاق المحركات. جرى إصلاح المنصة واستخدامها لأول مرة منذ الانفجار في مهمة سبيس إكس سي آر إس 13 في ديسمبر 2017.

## مركز كنيدي الفضائي
في ديسمبر 2013، كانت ناسا وسبيس إكس تجريان مفاوضات لتأجير مجمع إطلاق مركز كينيدي الفضائي 39 إيه لسبيس إكس، بعد أن اختيرت في عملية اختيار متعددة الشركات، وبعد أن قررت ناسا في أوائل عام 2013 تأجير المجمع غير المستخدم لخفض تكاليف التشغيل والصيانة السنوية للمرافق الحكومية غير المستخدمة. تضمن عرض سبيس إكس استخدام المجمع حصريًا لإطلاق مهامها المأهولة في المستقبل، لكن سبيس إكس قالت في سبتمبر 2013 إنها مستعدة أيضًا للموافقة على عقد ذي مستخدمين متعددين لمجمع إل سي 39 إيه، وأكدت الشركة على هذا الموقف في ديسمبر 2013.
قدمت شركة بلو أوريجين الخاصة بجيف بيزوس عرضًا منافسًا للاستخدام التجاري لمجمع الإطلاق، تضمن العرض استخدام المجمع بشكل مشترك وغير حصري بحيث يمكن استخدام المنصة لإطلاق مركبات متعددة، ومشاركة نفقات تشغيل المنصة على المدى الطويل. كانت شركة ائتلاف الإطلاق المتحد أحد المشاركين المحتملين في خطة بلو أوريجين النظرية. في سبتمبر 2013 - قبل انتهاء فترة العرض، وقبل أي إعلان عام لنتائج الاختيار من قبل ناسا - قدمت بلو أوريجين احتجاجًا إلى مكتب محاسبة الحكومة العام للولايات المتحدة (جي إيه أوه) بشأن ما وصفته بأنه «خطة لناسا لمنح عقد الإيجار التجاري حصريًا لسيبس إكس لاستخدام منصة إل سي 39 إيه المتوقفة عن العمل والخاصة بمكوك الفضاء». خططت ناسا للإعلان عن الفائز بعقد الإيجار ونقل المنصة بحلول 1 أكتوبر 2013، لكن الاحتجاج أخر القرار حتى وصول مكتب جي إيه أوه إلى حل لمشكلة الاحتجاج. بعد اندلاع هذا الجدل، في 21 سبتمبر، قالت سبيس إكس أنها على استعداد لدعم عقد ذي مستخدمين متعددين لتأجير منصة إل سي 39 إيه. في ديسمبر 2013، نفى مكتب جي إيه أوه الاحتجاج داعمًا قرار ناسا، مستنتجًا أن الالتماس لا يشمل أي تفضيل لاستخدام المرفق بشكل فردي أو بشكل متعدد المستخدمين. «تطلب وثيقة الالتماس فقط من مقدمي العروض شرح سبب اختيارهم نهجًا واحدًا بدلًا من الآخر وكيف سيديرون المرفق».
بدأت سبيس إكس أعمال التصميم المعماري والهندسي لتعديل المنصة في عام 2013، ووقعت مستندات استئجار المنصة من ناسا لمدة 20 عامًا في أبريل 2014. تقوم سبيس إكس ببناء مرفق تكامل أفقي (إتش آي أف) كبير خارج محيط منصة الإطلاق الحالية بهدف «تخزين صواريخ فالكون والأجهزة والحمولات المرتبطة بها أثناء المعالجة». هذا اختلاف ملحوظ عن مرفق التكامل العامودي الذي استُخدم لتخزين صواريخ الحكومة الأمريكية السابقة التي استخدمت منصة الإطلاق (خلال برنامج أبولو وبرنامج مكوك الفضاء) – كما جرى تركيب أجهزة وأنظمة تحكم جديدة، وأنظمة ضخ جديدة لمجموعة متنوعة من سوائل وغازات الصواريخ.
ستُنقل صواريخ فالكون من إتش آي إف إلى منصة الإطلاق على متن ناقل ناصب (تي إي) الذي سيسير على سكة على طول مسار كرولرواي. في فبراير 2016، أُعلِن عن اكتمال تجهيز وتفعيل المنصة، أي أنها أصبحت جاهزة لإطلاق صواريخ فالكون 9 بكامل قوتها. في فبراير 2017، حققت سبيس إكس أول إطلاق لها من منصة إل سي 39 إيه، الذي أعقبه هبوط ناجح للمرحلة الأولى في منطقة الهبوط 1. كان هناك حاجة إلى مزيد من العمل على المنصة لدعم إطلاق صاروخ فالكون الثقيل والمهمات المأهولة، وقد استغرق العمل أكثر من 60 يومًا بعد إعادة فتح منصة إل سي 40 في كيب كانافيرال. انطلقت مهمة ديمو 2، أول مهمة فضائية مأهولة لسبيس إكس، من منصة إل سي 39 إيه في مركز كينيدي للفضاء في مايو 2020.
في أبريل 2018، أكملت سبيس إكس مسودة التقييم البيئي لمرفق جديد «سيشمل حظيرة لمعالجة الصواريخ المعززة ومركزًا للتحكم في الإطلاق على مساحة 67 فدان (27 هكتار) في مركز كينيدي للفضاء» لدعم معدل إطلاق أسرع لـ «صواريخ فالكون، بما في ذلك معالجة مراحل الصواريخ المعززة بعد هبوطها واغطية الحمولات المستردة لإعادة استخدامها».